# Cultura de Majiabang

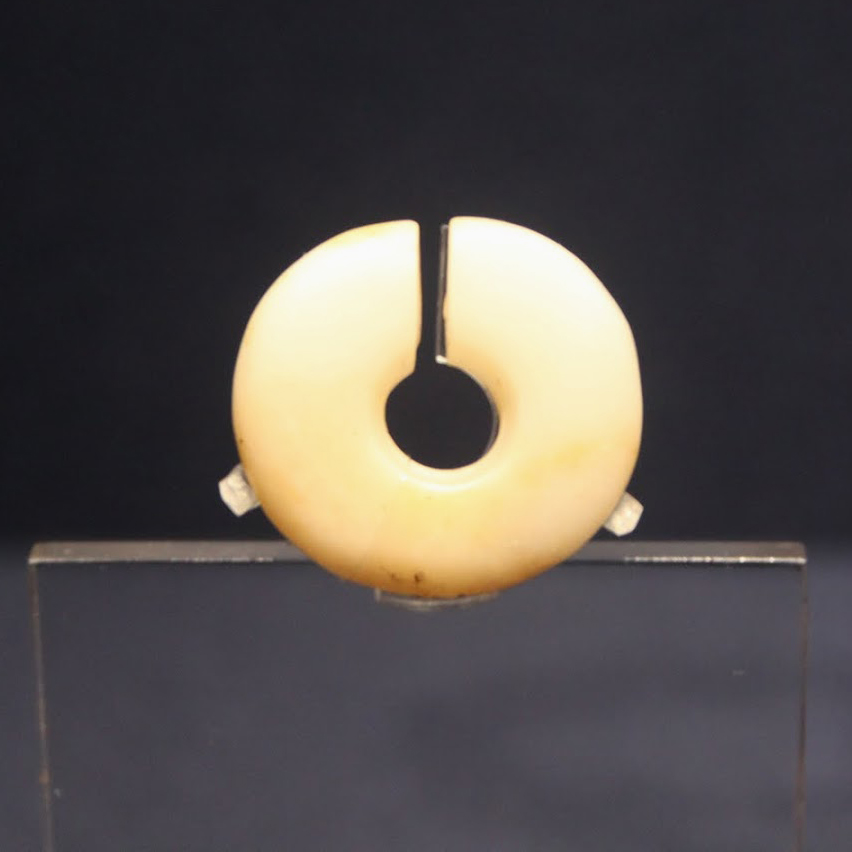
Anella amb fissura de jade, cultura de Majiabang, V-IV mil·lenni aC. Museu de Xangai: Galeria Jade

La cultura de Majiabang (xinès tradicional: 馬家浜文化, xinès simplificat: 馬家浜文化, pinyin: Mǎjiābāng wénhuà) (5500 - 3300 aC) era una cultura xinesa del Neolític que existia a la desembocadura del riu Iang-Tsé, principalment al voltant del llac Tai, prop de Xangai i al nord de la badia de Hangzhou. La cultura es va estendre pel sud de Jiangsu i el nord de Zhejiang. La part posterior del període ara es considera una fase cultural independent, denominada cultura de Songze.
Inicialment, els arqueòlegs havien considerat que els jaciments de Majiabang i els del nord de Jiangsu formaven part de la mateixa cultura, anomenant-la cultura de Qingliangang. Més tard, van adonar-se que els jaciments del nord de Jiangsu eren de la cultura de Dawenkou i van canviar la denominació dels jaciments del sud de Jiangsu pertanyents a la cultura de Majiabang. Alguns estudiosos afirmen que la cultura d'Hemudu va coexistir amb la cultura de Majiabang com a dues cultures separades i diferents, amb transmissions culturals entre les dues. Altres erudits agrupen Hemudu amb subtradicions de Majiabang.
La gent de Majiabang cultivava arròs. A Caoxieshan i Chuodun, jaciments de la cultura de Majiabang, els arqueòlegs van excavar arrossars, indicant la centralitat de l'arròs en l'economia. A més, restes faunístiques excavades als jaciments arqueològics de Majiabang van indicar que la gent havia domesticat porcs. No obstant això, s'han trobat restes de sika i cabirols, que demostren que la gent no depenia totalment de la producció agrícola. Els jaciments arqueològics també demostren que la gent de Majiabang produïa adorns de jade.
A l'estrat inferior del lloc d'excavació de Songze al districte de Qingpu, avui dia de Xangai, els arqueòlegs van trobar l'esquelet propens d'un dels primers habitants de la zona: un home de 25 a 30 anys amb un crani gairebé complet datat de l'era de Majiabang.